# Drymaria elata
Drymaria elata är en nejlikväxtart som beskrevs av Ivan Murray Johnston. Drymaria elata ingår i släktet Drymaria och familjen nejlikväxter. Inga underarter finns listade i Catalogue of Life.